# Campeonato Carioca de Futebol Feminino
O Campeonato Carioca de Futebol Feminino é uma competição de futebol realizada pela Federação de Futebol do Estado do Rio de Janeiro (FERJ), que conta com a participação de times profissionais de futebol feminino do Rio de Janeiro. Tem o Vasco da Gama como seu maior vencedor com oito títulos seguido pelo Flamengo com sete.
Foi realizado pela primeira vez em 1983, com a organização da Divisão Feminina de Futebol de Campo. Em seu início,o campeonato sofreu com descontinuidade e mudança de ligas organizadoras. Desde 2008, é organizado apenas pela FERJ e não teve mais descontinuidades.

## História

### Primeiras edições: 1983-1988
A Divisão Feminina de Futebol de Campo do Rio de Janeiro foi formada em 1983, quatro anos após a revogação da lei desportiva 3.199/1941 que proibia a prática de esportes que "contrariassem a natureza feminina", entre eles o futebol.
O Radar, da cidade do Rio de Janeiro, venceu todos os torneios realizados de 1983 a 1988. Entretanto, em 1989, a competição deixou de ser disputada por razões financeiras e o próprio Radar desmanchou sua equipe.

### Segunda fase: 1996-2001
O campeonato estadual organizado pela FERJ voltou a ser disputado entre 1996 e 2001, quando um novo clube se tornou hegemônico: o Vasco da Gama, vencedor das edições de 1996 a 2000, perdendo apenas em 2001, quando foi vice-campeão.
Os quatro principais times de futebol masculino do Rio (Vasco da Gama, Flamengo, Botafogo e Fluminense) participaram de todas as edições do torneio, além de outros clubes do Estado. Contudo, o pequeno interesse no futebol feminino acabou por fazer com que o campeonato organizado pela FERJ fosse descontinuado.
Também foram realizados, extra-oficialmente, o Torneio de Rio das Ostras (que teve o Flamengo como campeão da única edição, em 1999) e o Torneio Início (com o Vasco da Gama vencendo em 1999 e 2000, únicas edições do torneio).

### Terceira fase: 2005-atualidade
Em 2005, o campeonato foi reativado pela Liga Niteroiense de Desportos, que recebeu o apoio da FERJ para organizar a competição. O CEPE de Caxias tornou-se o novo "bicho-papão" da modalidade, ganhando um tricampeonato entre 2005 e 2007, além do título de 2011 em parceria com o Duque de Caxias.
Em 2008, a competição passou a ser organizada apenas pela FERJ, se estruturando melhor e dispensando a ajuda da sub-liga niteroiense na organização do campeonato. A partir de 2015, começa um período de hegemonia do Flamengo, que acumula títulos enquanto os rivais, com a exceção do Duque de Caxias, sofrem com a descontinuidade de seus times femininos.
Entre 2017 e 2021, o Campeonato Carioca promovia para o Campeonato Brasileiro de Futebol Feminino - Série A2. Desde 2022 promove para o Campeonato Brasileiro de Futebol Feminino - Série A3.

## Títulos

### Por equipe
| Clube                                        | Campeão | Anos dos Títulos                                | Vice | Anos dos Vices                            |
| -------------------------------------------- | ------- | ----------------------------------------------- | ---- | ----------------------------------------- |
| Vasco da Gama (Rio de Janeiro)               | 8       | 1996, 1997, 1998, 1999, 2000, 2010, 2012 e 2013 | 4    | 1988, 2001, 2011 e 2016                   |
| Flamengo (Rio de Janeiro)                    | 8       | 2015, 2016, 2017, 2018, 2019, 2021, 2023 e 2024 | 4    | 1997, 1999, 2000 e 2022                   |
| Radar (Rio de Janeiro)                       | 6       | 1983, 1984, 1985, 1986, 1987 e 1988             | 0    |                                           |
| Duque de Caxias (Duque de Caxias)            | 4       | 2005, 2006, 2007 e 2011                         | 7    | 2009, 2010, 2012, 2013, 2014, 2017 e 2018 |
| Botafogo (Rio de Janeiro)                    | 3       | 2014, 2020 e 2022                               | 2    | 1998 e 2023                               |
| Campo Grande (Rio de Janeiro)                | 2       | 2004 e 2008                                     | 1    | 1996                                      |
| Volta Redonda (Volta Redonda)                | 1       | 2009                                            | 1    | 2008                                      |
| Barra (Teresópolis)                          | 1       | 2001                                            | 0    |                                           |
| Fluminense (Rio de Janeiro)                  | 0       |                                                 | 4    | 2019, 2020, 2021 e 2024                   |
| America (Rio de Janeiro)                     | 0       |                                                 | 2    | 2006 e 2007                               |
| Portuguesa-RJ (Rio de Janeiro)               | 0       |                                                 | 2    | 1986 e 1988                               |
| São José (Rio de Janeiro) (Rio de Janeiro)   | 0       |                                                 | 2    | 1984 e 1985                               |
| Barcelona-RJ (Rio de Janeiro)                | 0       |                                                 | 1    | 2015                                      |
| Olaria (Rio de Janeiro)                      | 0       |                                                 | 1    | 2005                                      |
| Associação Desportiva Trindade (São Gonçalo) | 0       |                                                 | 1    | 2004                                      |
| Bangu (Rio de Janeiro)                       | 0       |                                                 | 1    | 1983                                      |

### Por cidade
| Cidade          | Títulos | Vices |
| --------------- | ------- | ----- |
| Rio de Janeiro  | 25      | 22    |
| Duque de Caxias | 4       | 7     |
| Volta Redonda   | 1       | 1     |
| Teresópolis     | 1       | 0     |
| São Gonçalo     | 0       | 1     |

## Campeões consecutivos

### Hexacampeonato
- Radar: 1 vez (1983, 1984, 1985, 1986, 1987 e 1988)

### Pentacampeonato
- Flamengo: 1 vez (2015, 2016, 2017, 2018 e 2019)
- Vasco da Gama: 1 vez (1996, 1997, 1998, 1999 e 2000)

### Tricampeonato
- Duque de Caxias: 1 vez (2005, 2006 e 2007)

### Bicampeonato
- Flamengo: 1 vez (2023 e 2024)
- Vasco da Gama: 1 vez (2012 e 2013)

## Taça Guanabara
A partir da edição de 2020, a 1.ª fase do campeonato, classificatória, ganhou o nome de Taça Guanabara. E a associação melhor colocada em pontos ganhos, observados os critérios de desempate, é declarada campeã da Taça Guanabara.

### Títulos por equipe
| Clube                     | Campeão | Anos dos títulos        |
| ------------------------- | ------- | ----------------------- |
| Flamengo (Rio de Janeiro) | 4       | 2020, 2021, 2022 e 2023 |

## Participações
Clubes com mais participações desde 2006:
| Clube           | Participações | Última participação |
| --------------- | ------------- | ------------------- |
| Duque de Caxias | 14            | 2019                |
| Vasco da Gama   | 9             | 2019                |
| Flamengo        | 5             | 2019                |
| America         | 5             | 2019                |
| Karanba         | 5             | 2019                |
| Botafogo        | 4             | 2019                |
| Portuguesa      | 4             | 2019                |
| Volta Redonda   | 4             | 2011                |
| Friburguense    | 4             | 2009                |
| Bangu           | 3             | 2015                |
| Nova Cidade     | 3             | 2008                |

O Campeonato Carioca de futebol feminino sofre com a descontinuidade das equipes participantes. E há dificuldade de encontrar registros com detalhes de suas edições anteriores a 2006.